# Opuntia robusta
El nopal tapón (Opuntia robusta H.L.Wendl. ex Pfeiff.) es una especie fanerógama perteneciente a la familia Cactaceae. Es nativa de Norteamérica en México. Es una cactácea arbustiva con los segmentos del tallo aplanados y circulares, verde azulosos. Crece hasta 4.5 m de alto. Las flores son amarillas y miden hasta 7 cm de largo y 8 de diámetro. Los frutos son globosos y de color rosa o morado. Es originaria de México y ha sido cultivada desde el siglo XIX en Europa y otras partes del mundo. Tiene tres variedades, una de ellas se conoce solo cultivada. Es una especie común en el centro de México y muy difundida como forraje fresco, verdura y para elaboración de bebidas alcohólicas y dulces.

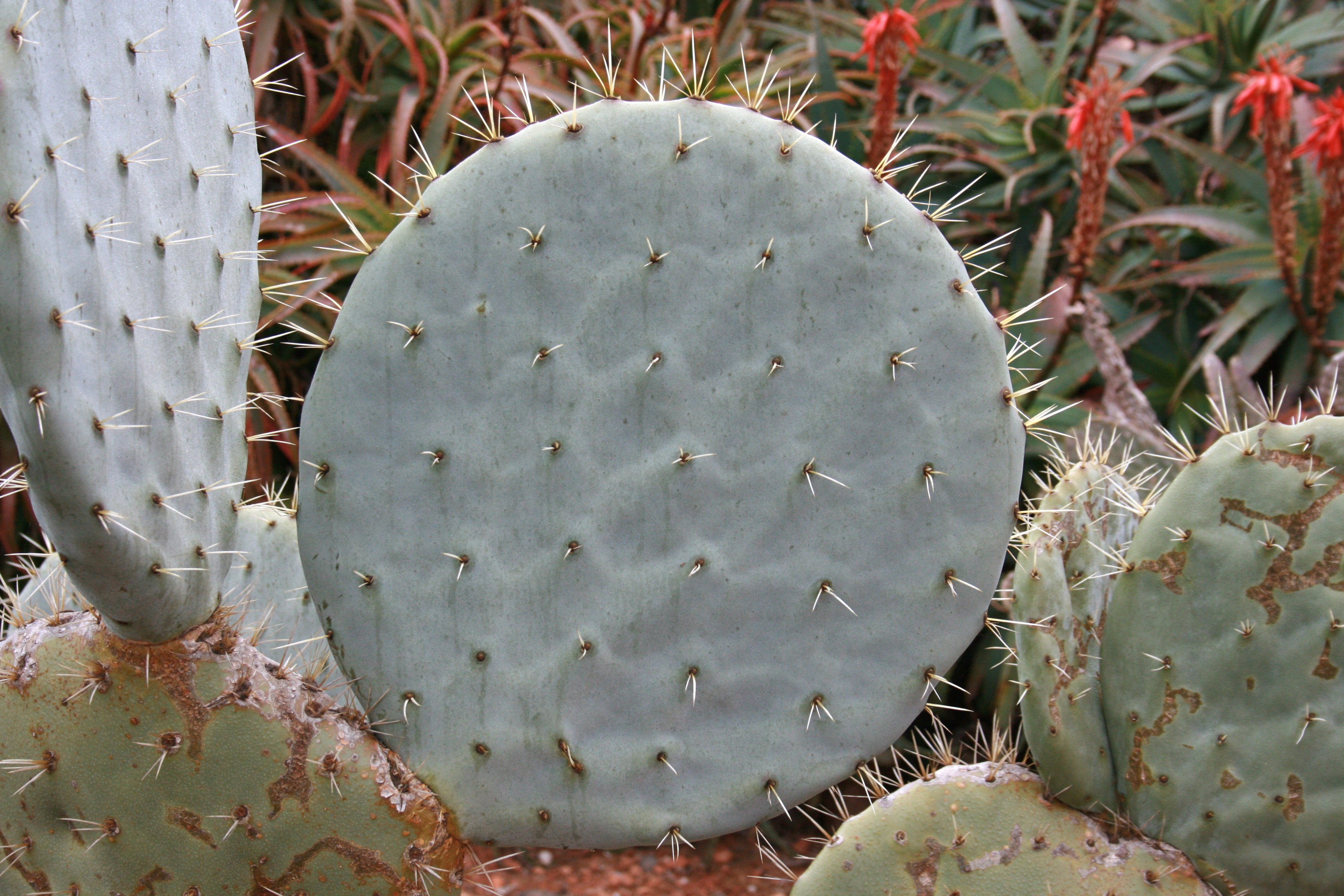
Cladodio

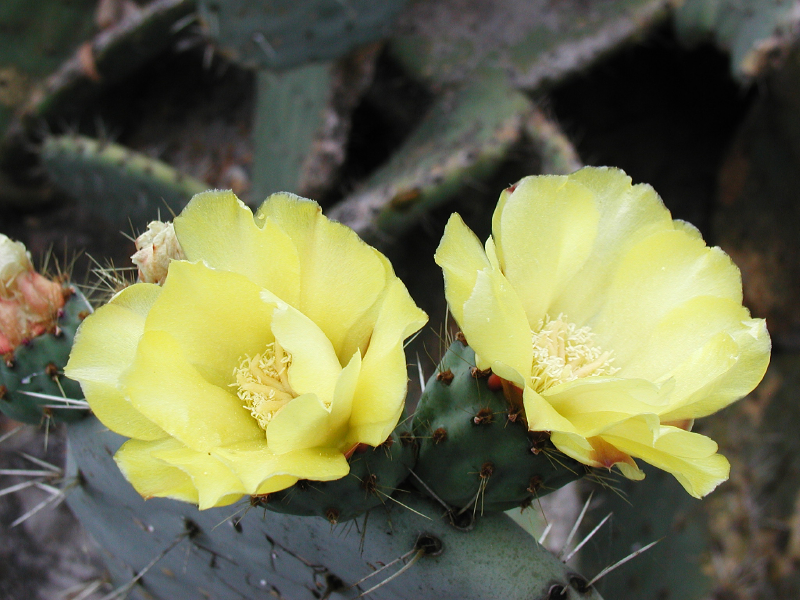
Flores

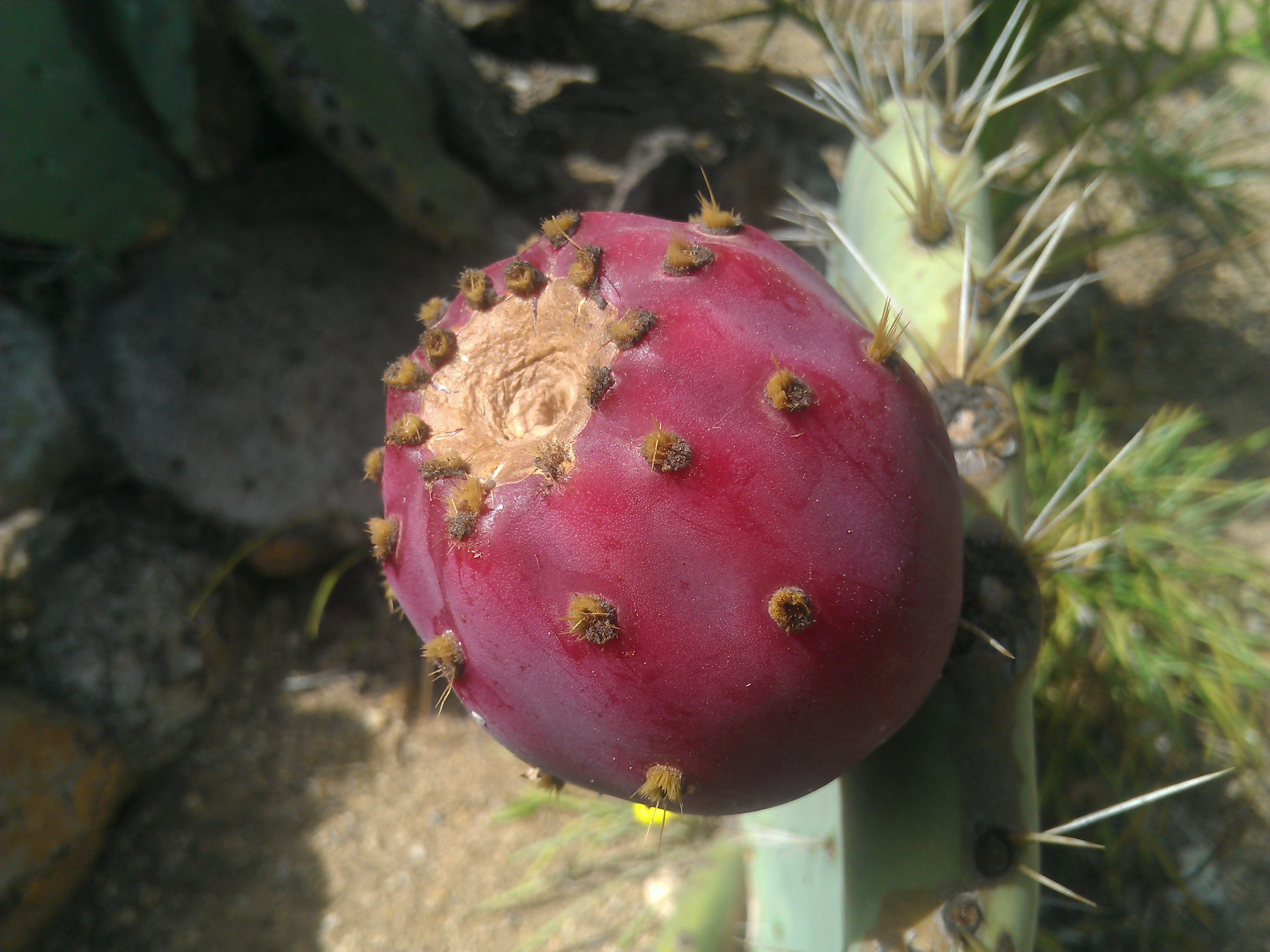
Fruto

## Descripción
Planta arbustiva de 1 a 1.5 m de alto, tronco bien definido, ramificado desde la base. Artículos aplanados, circulares o algo oblongos hasta obovados de 15 a 40 cm de largo o más y 28 cm de ancho; muy gruesos de hasta a 2.5 cm de espesor, verde claro azulados, glaucos, sin manchas rojo púrpura bajo la aréola; epidermis glabra y cerosa; hojas cortas cónicas. 
Aréolas ovadas, ligeramente hundidas, de 7 a 8 series, distantes de 4 a 5.5 cm, variables en tamaño; con un margen de fieltro corto negro o blanco amarillento y fieltro pardo en el centro; glóquidas amarillentas a pardas, setosas, delgadas, de 1 a 18 mm de largo, en las aréolas de los bordes del artículo las glóquidas son más largas y abundantes de hasta 25 mm de largo. Los cladodios jóvenes desarrollan aréolas con espinas modificadas (nectarios extraflorales) para la secreción de néctar que atrae hormigas y sólo se encuentran activas durante la fase inicial de crecimiento. Estas estructuras no poseen vascularización, sin estomas, que constan de un tejido meristemático basal, una región de elongación media y un cono secretor apical formado por grandes células epidérmicas globulares, donde el néctar se almacena y células alargadas medulares. Se puede encontrar en esta región del nectario la presencia de aparato de Golgi, vesículas y plástidos en las células medulares y supraepidérmicas de la espina. El néctar extrafloral se almacena en las células globulares del ápice de la espina y se secreta rompiendo las células globulares o por medio de poros.
Espinas subuladas, aplanadas en la base, divergentes, de tamaños variables hasta de 5 cm de largo; en número de 1 a 6, generalmente ausentes en la variedad larreyi; blanco-amarillentas con la base amarillenta o castaña. 
Flores de 5 a 7 cm de largo y 8 cm de diámetro en la antesis, amarillo intenso; segmentos externos romboidales emarginados o mucronados, amarillos con tinte verde rojizo en el centro y ápice; segmentos internos obovados, de amarginados a mucronados, amarillo intenso; pericarpelo con tubérculos gruesos y escasos, glóquidas hasta de 3 mm de largo. En estas plantas es frecuente encontrar tanto flores unisexuales, como hermafroditas. 
Frutos anchos, subglobosos, globosos o elípticos, rojos; aréolas del pericarpelo escasas, con fieltro de color marrón claro; glóquidas de 3 mm de largo, amarillas, pulpa roja; semillas de aproximadamente hasta 5 mm de largo.
Fenología: Florece de abril a mayo. Fructifica de septiembre a octubre.

## Taxonomía
Opuntia robusta fue descrita por H.L.Wendl. ex Pfeiff. y publicado en Cat. Hort. Herrenh., en el año 1837.
Etimología
Opuntia: nombre genérico  que proviene del griego usado por Plinio el Viejo para una planta que creció alrededor de la ciudad de Opus en Grecia.
robusta: epíteto latino que significa "robusta".
Sinonimia
- Opuntia camuessa F.A.C. Weber
- Opuntia gorda Griffiths
- Opuntia guerrana Griffiths
- Opuntia larreyi F.A.C. Weber ex Coult.
- Opuntia robusta var. guerrana (Griffiths) Sánchez-Mej.
- Opuntia robusta var. larreyi (F.A.C. Weber ex Coult.) Bravo[7]